# Vogelserie (Simson)
Als Vogelserie bezeichnete man in der DDR die im damaligen Thüringer VEB Fahrzeug- und Jagdwaffenwerk Simson Suhl hergestellten Kleinkrafträder, die neben ihrer regulären Typbezeichnung offiziell Vogelnamen erhielten.
Die Fahrzeuge der Vogelserie tragen, mit Ausnahme der Schwalbe, die Typbezeichnung SR 4-(Zahl). Die vorangegangenen Baureihen hießen SR1, SR2 und SR3 (lediglich Studie, nicht in Serie produziert). Den SR 4-x-Modellen war der Vogelname zusammen mit dem Simson-Logo beidseitig groß auf der Tankplakette aufgedruckt, der Schwalbe als Schriftzug aus Aluminium auf dem Knieblech angenietet.
Zur Simson-Vogelserie gehören folgende Fahrzeuge:
| Bild | Name       | Typ                     | Baujahre  |
| ---- | ---------- | ----------------------- | --------- |
|      | „Schwalbe“ | KR 51, KR 51/1, KR 51/2 | 1964–1986 |
|      | „Spatz“    | SR 4-1                  | 1964–1970 |
|      | „Star“     | SR 4-2, SR 4-2/1        | 1964–1975 |
|      | „Sperber“  | SR 4-3                  | 1966–1972 |
|      | „Habicht“  | SR 4-4                  | 1972–1975 |

Alle Fahrzeuge waren mit einem 50-cm³-Zweitaktmotor ausgestattet und waren Kleinkrafträder. Der Sperber nahm allerdings eine Sonderstellung ein. Während er nach damaligen bundesdeutschem Recht ein Kleinkraftrad war, galt er in der DDR wegen seiner Höchstgeschwindigkeit von etwa 75 km/h als Motorrad. Heute wird er rechtlich als Leichtkraftrad eingeordnet. Die Schwalbe (60 km/h) war ein Kleinroller, der Star (60 km/h), der Habicht (60 km/h) und der Spatz (50 km/h) waren Mokicks. Letzterer wurde von 1964 bis 1966 aber auch noch als Moped mit Pedalen und Tretkurbeln produziert.
Die Fahrzeuge waren in einem Baukastensystem konzipiert, bei dem viele Bauteile und Baugruppen standardisiert waren und in sämtliche Modelle der „Vogelserie“ eingebaut wurden. So unterscheiden sich die Fahrzeuge der SR4-x-Baureihe in ihrem Grundaufbau nicht wesentlich. Die Elektrik ist bei allen Modellen außer dem „Spatz“ gleich; Laufräder, Bremsen, Scheinwerfer, Motorengehäuse und Rahmen (außer „Schwalbe“) sind weitgehend gleich und austauschbar. Die Fahrzeuge wurden in viele Länder (überwiegend sozialistische und Entwicklungsländer) exportiert.
Alle diese Fahrzeuge (mit Ausnahme des Sperber) waren in der DDR steuerfrei, konnten ohne Kennzeichen im öffentlichen Straßenverkehr benutzt werden und mussten nur für 8,50 Mark pro Jahr haftpflichtversichert werden.